# Концертна дворана Ватрослав Лисински
Концертна дворана Ватрослав Лисински (хрв. Koncertna dvorana Vatroslava Lisinskog) је велика концертна дворана и конгресни центар у Загребу, Хрватска. Названа је по Ватрославу Лисинском, хрватском композитору из 19. века. Зграда има велику салу са 1.841 место и малу салу са 305 места. Велики лоби служи као изложбени простор.

## Историја
Одлука о изградњи нове мултифункционалне дворане у Загребу донета је 1957. Тим архитеката на челу са Маријаном Хаберлеом победио је на конкурсу за дизајн. Изградња је почела 1961. али су поплаве и финансијске потешкоће помериле датум завршетка у наредну деценију. Сала је коначно отворена 29. децембра 1973.
Концертна сала је организовала низ концерата музичара свих жанрова; служи као позорница за извођење класичне музике, опере, балета и позоришних представа, као и за многе међународне конгресе и конвенције. Сала је у првих тридесет година рада видела 10 милиона посетилаца. У 2007. години, организовано је укупно 450 различитих наступа које су забележиле преко 760.000 посетилаца.
Концертна дворана Ватрослава Лисинског била је место одржавања Песме Евровизије 1990.  после првог већег реновирања 1989. 1992. године потпуно је замењен бакарни кровни покривач хале. Даљи радови на реконструкцији и преуређивању урађени су 1999. и 2009.